# Anosia xanthippus
Anosia xanthippus är en fjärilsart som beskrevs av Felder 1860. Anosia xanthippus ingår i släktet Anosia och familjen praktfjärilar. Inga underarter finns listade i Catalogue of Life.